# Hubert Pierlot
Hubert Pierlot (Cugnon, 23 dicembre 1883 – Uccle, 13 dicembre 1963) è stato un politico e militare belga.
Avvocato e giurista, fu soldato nella prima guerra mondiale, prima di entrare in politica nel 1920. Fu membro del partito cattolico, divenendo primo ministro nel 1939, poco prima dell'entrata del Belgio nella seconda guerra mondiale. In questa veste, ha diretto il governo belga in esilio, prima in Francia e poi in Gran Bretagna, mentre il Belgio era sotto l'occupazione tedesca.
Durante l'invasione tedesca del Belgio del maggio 1940 scoppiò un violento disaccordo tra Pierlot e re Leopoldo III, sulla possibilità che il re dovesse seguire gli ordini dei suoi ministri e andare in esilio o arrendersi all'esercito tedesco. Pierlot considerò successivamente la resa di Leopoldo una violazione della Costituzione incoraggiando il Parlamento a dichiarare Leopoldo inadatto a regnare. Il confronto ha provocato un'animosità di lunga durata tra Pierlot e altri conservatori, che sostennero la posizione del Re e accusarono di viltà l'esilio del governo.
Durante l'esilio a Londra tra il 1940 e il 1944, Pierlot ha ricoperto sia la carica di primo ministro che di ministro della Difesa, giocando un ruolo importante nei negoziati tra potenze alleate, ponendo le basi per la ricostruzione post-bellica belga. Dopo la liberazione del Belgio nel settembre 1944, Pierlot tornò a Bruxelles, dove, contro la sua volontà, diresse, fino al febbraio 1945, un governo di unità nazionale. A seguito delle critiche da parte della sinistra e il fallimento del nuovo governo nell'affrontare i gravi problemi che affliggevano il paese dopo la liberazione, si arrivò, nel febbraio 1945 alla caduta del governo, sostituito dal socialista Achille Van Acker.
La posizione di Pierlot contro Re Leopoldo III durante la guerra fece di lui una figura controversa negli ambienti conservatori, soprattutto nel suo partito cattolico, in seguito il Partito Cristiano Sociale, dal quale ha ricevuto la maggior parte del sostegno.
Si è ritirato dalla politica nel 1946 durante la crisi della Questione Reale, questione che coinvolse Leopoldo, in seguito ritornato sul trono belga, pacificamente deceduto nel 1963. Dopo la sua morte, la reputazione di Pierlot migliorò, in quanto le decisioni prese durante la guerra vennero riesaminate dagli storici.

## Biografia

### Vita
Hubert I°, Conte Pierlot, nacque a Cugnon, nella provincia del Lussemburgo, figlio di Louis e Léonie Pierlot Haverland. Studiò presso la Katholieke Universiteit Leuven ottenendo la licenza di dottore in legge e una laurea in scienze politiche e sociali. Successivamente si è affermato come avvocato.
Nel 1914 si unì ai volontari dei Cacciatori delle Ardenne e nel 1919 fu promosso al grado di tenente. In seguito venne promosso a maggiore. Nel 1919 sposò Marie-Louise Dekinder (1894-1980). La coppia ebbe sette figli. Nel 1919 e nel 1920 fu Capo di Gabinetto del Primo Ministro Léon Delacroix.

### Politica
Nel 1926 fu eletto al Senato nelle file del partito cristiano-sociale e, dal 1935, fu ministro dell'Interno e dell'Agricoltura e presidente dell'Unione Cattolica. Il 23 febbraio 1939, re Leopoldo III del Belgio lo nominò Primo Ministro di un governo di coalizione. Dopo la capitolazione belga del 28 maggio 1940, fuggì assieme agli altri membri del Governo, prima in Francia, e da lì in Gran Bretagna. Continuò a reggere la carica di Presidente del Consiglio fino alla conclusione del conflitto, trovandosi in aperta polemica con il re, rimasto in Belgio. A partire dal febbraio 1942 resse anche il ministero della Giustizia e dall'ottobre ricoprì la carica di ministro della Difesa. Durante il periodo dell'esilio fu tra i promotori del trattato del Benelux. Il 27 settembre 1944 rientrò in patria e guidò il governo fino al 12 febbraio 1945, quando fu costretto a dare le dimissioni a causae delle forti critiche contro la sua politica alimentare e finanziaria.

## Primo ministro

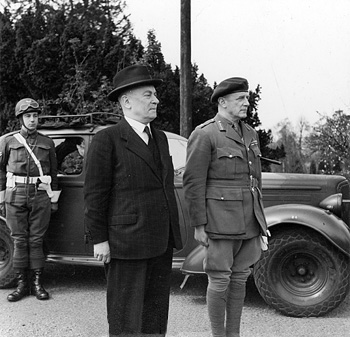
Hubert Pierlot (a sinistra), Primo Ministro del governo in esilio, aprile 1944.

Nel febbraio del 1939 fu per una settimana venne nominato primo ministro, ma la sua coalizione con i socialisti non ricevette il sostegno dovuto a causa di programma di  deflazione, non condiviso con il parlamento.
A seguito delle elezioni avvenute nell'aprile 1939, dopo lo scoppio della seconda guerra mondiale, Pierlot, insieme ai Liberali forma un nuovo governo. L'esecutivo venne esteso fino al 3 settembre 1939 ad alcuni socialisti di spicco come Hendrik de Man  , Vice Primo Ministro fino al 5 gennaio 1940, e Paul-Henri Spaak agli affari esteri.
Il governo, nel maggio del 1940, entrò in aspro conflitto con re Leopoldo III, quando decise di capitolare all'invasione tedesca, senza il consenso dei suoi ministri, il 28 maggio 1940. In un messaggio radio Pierlot si accollò alcune responsabilità a causa del comportamento del re stesso: "Nessuna scelta del re può avere effetto se non è garantita dal governo. Il re si pone ora sotto l'autorità della potenza occupante. Non è quindi più in grado di regnare. Il capo di Stato non può essere nominato sotto il controllo delle forze di occupazione. I poteri costituzionali del re sono esercitati dal governo, riuniti in Consiglio e perseguiti sotto la responsabilità del consiglio stesso". Ai sensi dell'articolo 82 della Costituzione, il potere del re è affidato al Consiglio dei Ministri, in quanto il re ha l'impedimento di regnare.
Il 31 maggio 1940 un certo numero di profughi parlamentari belgi si riunì a Limoges. Non era un incontro ufficiale delle Camere, ma ebbe un grande significato simbolico. Pierlot e Spaak spiegarono quello che era successo, per cui i deputati approvarono all'unanimità. Alcuni chiesero l'abdicazione di Leopoldo III, ma Pierlot si oppose. Annunciò inoltre la volontà di combattere con l'alleato francese, ma dopo l'armistizio franco-tedesco, ed anche sulla base di nuove informazioni sulle decisioni del re, prese nuovamente contatto con Bruxelles. Ma Leopoldo non rispose e i tedeschi consentirono il ritorno dei ministri belgi.

## Pubblicazioni
- La législation scolaire de la province de Québec, in italiano, Legislazione scolastica nella provincia del Quebec Brussel, 1911.
- La crise de l'autorité dans l'Etat, in italiano, La crisi dell'autorità nello stato, in: Journal des Tribunaux, 25/11/1923, col. 704-717.
- La réforme du régime parlementaire, in italiano, La riforma del regime parlamentare : La Revue générale, 09.1927, 338-350.
- Aperçu d'une politique d'union catholique, in italiano, Panoramica di una politica dell'Unione cattolica in: La Revue générale, 05.1928, 558-566.
- Les délais et prescriptions en matière de contributions directes, in italiano, Scadenze e prescrizioni per contributi diretti . Brussel, 1929.
- Pages d'histoire, in italiano, Pagine di storia . in: Le Soir, 5, 6, 8, 9, 10, 11, 12, 13, 16, 17, 18, 19/07 en 10/08/1947.
- Note complémentaire de la Commission d'information instituée par le Roi, en réponse aux "Pages d'Histoire", in italiano, Nota aggiuntiva della Commissione d'informazione istituita dal re, in risposta a "Pagine di storia", de M. Pierlot, in: Le Soir, 14 en 15/11/1947.
- Réponse de M. Pierlot à la Commission royale, in italiano, Responso di M. Pierlot alla commissione reale - in: Le Soir, 28 en 29/11/1947.